# (32540) 2001 PN62
2001 PN62 (asteroide 32540) é um asteroide da cintura principal. Possui uma excentricidade de 0.13515950 e uma inclinação de 17.19451º.
Este asteroide foi descoberto no dia 13 de agosto de 2001 por NEAT em Haleakala.